# Vinko Paderšič
Vinko Paderšič - Batreja, slovenski slavist, partizan in narodni heroj, * 18. april 1916, Tržič, † 24. september 1942, Zagrad pri Otočcu.
Paderšič je pred vojno študiral slavistiko na Filozofski fakulteti v Ljubljani in leta 1941 diplomiral. Kot študent je bil član krščanskosocialističnega AD Zarja. Po izbruhu druge svetovne vojne v Jugoslaviji se je leta 1941 aktiviral v OF in že februarja 1942 odšel na Dolenjsko, kjer je postal član odbora OF v novomeškem okrožju. Ko so italijanske enote v veliki ofenzivi preiskovale območje med Novim mestom in Šentjernejem, se je s skupino aktivistov zatekel v Beceletovo jamo blizu Zagrada pri Otočcu. Njihovo skrivališče je bilo izdano in obkoljeno. Po obleganju jame so se vsi aktivisti razen Batreje predali. Paderšič je predajo odklonil in se po dolgotrajnem odporu v jami še dva dni bojeval proti sovražnikom. Nazadnje se je sam ustrelil. Za narodnega heroja je bil proglašen 20. decembra 1951.